# Carlos Jiménez (imitador)
Carlos Jiménez Díaz (Vivero, Provincia de Lugo, 11 de enero de 1971) es un actor de doblaje, guionista, locutor radiofónico, humorista e imitador gallego.
Licenciado en Geografía e Historia por la Facultad de Santiago de Compostela en 1993.

## Doblaje
Larga trayectoria como actor de doblaje en gallego, sobre todo, en publicidad, series de televisión y largometrajes. Destaca su trabajo como voz de Pablo Mármol en la versión gallega de Los Picapiedra, que alcanzó gran éxito de audiencia. Locutor de los programas Hai Que Mollarse, Botarse o Monte, Cos Pés na Terra en la TVG. Fue la voz de Donkey en el doblaje de la película de dibujos animados Shrek al gallego, realizado originalmente por Eddie Murphy en inglés.

## Radio
Como locutor radiofónico fue miembro del programa de Radiovoz Galicia Corre Carmela que chove entre 1993 y 1995, líder de audiencia en su franja horaria y Premio Galicia de Comunicación al mejor programa de radio en Galicia en el año 1994 y Premio Curuxa del Humor de Fene en 1994.
Entre 1996 y 1998 trabajó también en el programa Penalty y Expulsión en Radio Voz A Coruña, y desde 1999 hasta 2009 en distintos programas de la Radio Galega como Nunca Tal Oíra, O Miradoiro y por último Un Día por Diante, este último entre 2006 y 2009. Desde octubre de 2009 hasta septiembre de 2017 forma parte del equipo del programa deportivo Galicia en Goles Fin de Semana, de la Radio Galega, que se emite todos los sábados y domingos. Por este programa ha sido reconocido en el apartado de Radio 2013 por la Federación Galega de Prensa Deportiva. En la actualidad es el director del programa Deitate de la misma emisora de radio.

## Televisión
En diversos programas de la Televisión Galega, como Palabras Maiores (1994), Selección Galega (1995), Salsa Verde (1996) y colaboraciones esporádicas en el concurso Supermartes y el programa estrella de los viernes Lúar. Desde 1999 hasta 2001 en el programa Tardes con Ana, de la productora Gestmusic. En 2000 presentador de una sección del programa de verano Tardes de Verán, de la misma productora catalana. En sus últimas tres temporadas, actor en el programa O show dos Tonechos. De noviembre de 2009 a 2011 guionista y actor en el programa de humor Land Rober.

## Humorista e imitador
Comienza como humorista en espectáculos en directo como miembro del equipo de Corre Carmela que Chove, y luego pasa a ser miembro del Espectáculo Humorístico Risoterapia, junto a Paco Lodeiro, realizando periódicamente actuaciones por toda Galicia. 
Su especialidad es la imitación, con un repertorio de más de 120 personajes famosos, además de múltiples acentos nacionales e internacionales y voces características.